# Mucharbi Nurbijewitsch Kirschinow
Mucharbi Nurbijewitsch Kirschinow (russisch Мухарби Нурбиевич Киржинов; * 1. Januar 1949 in Koschechabl, Adygeja) ist ein ehemaliger sowjetischer Gewichtheber. Er war 1972 Olympiasieger im Leichtgewicht.

## Werdegang
Mucharbi Nurbijewitsch Kirschinow, ein 1,60 Meter großer Athlet, erschien im Jahre 1970 erstmals auf der internationalen Heberbühne. Der aus der nordkaukasischen autonomen Republik Adygeja stammende Sportler gehörte zu diesem Zeitpunkt schon einem Sportverein in Moskau an.
1971 wurde er erstmals bei einer internationalen Meisterschaft, der Weltmeisterschaft in Lima, eingesetzt. Im Leichtgewicht kam er dabei im olympischen Dreikampf auf 432,5 kg (135-127,5-167,5) und belegte mit dieser Leistung den 3. Platz hinter den beiden Polen Zbigniew Kaczmarek und Waldemar Baszanowski.
Im Jahre 1972 startete er bei der Europameisterschaft in Constanța und erzielte dort im Leichtgewicht 435 kg (135-127,5-170). Er belegte damit hinter Mladen Kutschew aus Bulgarien, der 447,5 kg erzielte, und Zbigniew Kaczmarek, der auf 442,5 kg kam, den 3. Platz. Bei den Olympischen Spielen 1972 in München galt er deshalb nicht als Favorit. Die meisten Experten tippten auf einen Sieg von Kutschew. Kirschinow überraschte dort aber alle Experten und das Publikum mit einer sensationellen Leistung. Er erzielte im olympischen Dreikampf 460 kg und schaffte dabei mit 177,5 kg im Stoßen sowie mit 455 kg und 460 kg im Dreikampf drei neue Weltrekorde. Er gewann damit sicher die Goldmedaille vor Mladen Kutschew (450 kg) und Zbigniew Kaczmarek (437,5 kg).
Nach den Olympischen Spielen 1972 wurde vom internationalen Gewichtheber-Verband das Drücken abgeschafft. Die Wettkämpfe bestanden ab diesem Zeitpunkt nur mehr aus dem Reißen und dem Stoßen. Kirschinow zeigte sich auch dieser neuen Situation gewachsen und wurde 1973 im Leichtgewicht sowohl Europameister als auch Weltmeister. Bei der Europameisterschaft in Madrid erzielte er im Zweikampf 302,5 kg und siegte damit vor Mladen Kutschew, der auf 295 kg kam, und bei der Weltmeisterschaft in Havanna siegte er mit 305 kg und verwies damit Kutschew, der 300 kg erzielte, erneut auf den 2. Platz.
Im Jahre 1974 gewann Kirschinow bei der Europameisterschaft in Verona den Titel im Zweikampf mit 300 kg vor Zbigniew Kaczmarek (297,5 kg) und dem Österreicher Walter Legel, der auf 280 kg kam. Bei der Weltmeisterschaft dieses Jahres in Manila unterliefen ihm im Drücken drei Fehlversuche. Er erreichte deshalb kein Zweikampfresultat und blieb unplatziert. Im Stoßen meisterte er 167,5 kg, womit er in dieser Teildisziplin den 3. Platz belegte.
1975 erzielte Kirschinow bei der Weltmeisterschaft in Moskau 297,5 kg (127,5–170). Mit dieser Leistung erreichte er aber nur den 5. Platz. Sieger wurde sein Landsmann Petro Korol, der auf 312,5 kg kam. Danach neigte sich die Karriere Kirschinows dem Ende entgegen. Er erschien auf keiner internationalen Meisterschaft mehr. Über seinen weiteren Lebensweg ist nichts bekannt.

## Internationale Erfolge
| Jahr | Platz | Wettbewerb                            | Art | Gewichtskl. | Ergebnis |
| 1970 | 6.    | Großer Preis der Sowjetunion in Minsk | OD  | Leicht      | mit 405 kg; Sieger: Zbigniew Kaczmarek, Polen, 425 kg                                                                                         |
| 1970 | 2.    | Intern. Turnier in Dnepropetrowsk     | OD  | Leicht      | mit 415 kg, hinter Petro Korol, 422,5 kg, vor Lawruschin, 410 kg, bde. UdSSR                                                                  |
| 1971 | 1.    | Baltic-Cup in Lübeck                  | OD  | Leicht      | mit 422,5 kg, vor Petro Korol, 407,5 kg u. Dieter Rauscher, BRD, 397,5 kg                                                                     |
| 1971 | 3.    | WM in Lima                            | OD  | Leicht      | mit 432,5 kg (135-127,5-167,5), hinter Zbigniew Kaczmarek u. Waldemar Baszanowski, bde. Polen                                                 |
| 1971 | 2.    | Pokal der UdSSR in Jerewan            | OD  | Leicht      | mit 430 kg, hinter Petro Korol, 442,5 kg u. Dreksler, UdSSR, 417,5 kg                                                                         |
| 1972 | 3.    | EM in Constanța                       | OD  | Leicht      | mit 435 kg, hinter Mladen Kutschew, Bulgarien, 447,5 kg u. Zbigniew Kaczmarek, 442,5 kg                                                       |
| 1972 | Gold  | OS in München                         | OD  | Leicht      | mit 460 kg (147,5-135-177,5), vor Mladen Kutschew, 450 kg u. Zbigniew Kaczmarek, 437,5 kg                                                     |
| 1973 | 1.    | Intern. Turnier in Sotschi            | ZK  | Leicht      | mit 292,5 kg, vor Rjabzew, 277,5 kg u. Dergatschew, 277,5 kg, bde. UdSSR                                                                      |
| 1973 | 1.    | Intern. Turnier in Taschkent          | ZK  | Leicht      | mit 290 kg, vor Rum, Polen, 275 kg u. Guanje, Kuba, 270 kg                                                                                    |
| 1973 | 1.    | EM in Madrid                          | ZK  | Leicht      | mit 302,5 kg (130–172,5), vor Mladen Kutschew, 295 kg u. Zbigniew Kaczmarek, 292,5 kg                                                         |
| 1973 | 1.    | WM in Havanna                         | ZK  | Leicht      | mit 305 kg (130–175) vor Mladen Kutschew, 302,5 kg u. Janew, Bulgarien, 292,5 kg                                                              |
| 1974 | 3.    | "Jean-Dame"-Memorial in Paris         | ZK  | Mittel      | mit 300 kg, hinter Nedeltscho Kolew, Bulgarien, 330 kg u. Wiktor Kurenzow, UdSSR, 317,5 kg                                                    |
| 1974 | 1.    | EM in Verona                          | ZK  | Leicht      | mit 300 kg (127,5–172,5), vor Zbigniew Kaczmarek, 297,5 kg u. Walter Legel, Österreich, 280 kg                                                |
| 1974 | 1.    | Baltic-Cup in Växjö                   | ZK  | Mittel      | mit 310 kg, vor Dörner, 307,5 kg u. Hübner, 302,5 kg, bde. DDR                                                                                |
| 1974 | unpl. | WM in Manila                          | ZK  | Leicht      | nach 3 Fehlversuchen im Reißen; im Stoßen 167,5 kg erzielt; Sieger: Petro Korol, UdSSR, 305 kg vor Zbigniew Kaczmarek, 302,5 kg               |
| 1975 | 5.    | WM + EM in Moskau                     | ZK  | Leicht      | mit 297,5 kg (127,5–170), hinter Petro Korol, 312,5 kg, Zbigniew Kaczmarek, 312,5 kg, Mladen Kutschew, 302,5 kg u. Czarnecki, Polen, 302,5 kg |

## Sowjetische Meisterschaften
| Jahr | Platz | Art | Gewichtskl. | Ergebnis                                                         |
| 1971 | 1.    | OD  | Leicht      | mit 435 kg, vor Petro Korol, 432,5 kg u. Dreksler, 430 kg        |
| 1972 | 2.    | OD  | Leicht      | mit 445 kg, hinter Petro Korol, 447,5 kg, vor Dreksler, 422,5 kg |
| 1973 | 1.    | ZK  | Leicht      | mit 300 kg, vor Jachunin, 290 kg u. Kaidalin, 282,5 kg           |
| 1974 | 2.    | ZK  | Leicht      | mit 290 kg, hinter Jachunin, 297,5 kg u. vor Pabzew, 285 kg      |
| 1975 | 1.    | ZK  | Leicht      | mit 300 kg, vor Sergei Pewzner, 295 kg u. Dergatschew, 295 kg    |

## Weltrekorde
| Datum           | Ort       | Disziplin | Gewichtskl. | Leistung         |
| 12. Juli 1972   | Riga      | Stoßen    | Leicht      | 176,5 kg         |
| 30. August 1972 | München   | Stoßen    | Leicht      | 177,5 kg         |
| 30. August 1972 | München   | OD        | Leicht      | 455 kg u. 460 kg |
| 2. Januar 1973  | unbekannt | ZK        | Leicht      | 312,5 kg         |